# Non Stanford
Non Rhiannydd Stanford (Swansea, 8 de enero de 1989) es una deportista británica que compitió en triatlón.
Ganó una medalla de oro en el Campeonato Mundial de Triatlón de 2013, dos medallas en el Campeonato Mundial de Triatlón por Relevos Mixtos, en los años 2012 y 2015, y una medalla de oro en el Campeonato Europeo de Triatlón de 2022.
Participó en los Juegos Olímpicos de Río de Janeiro 2016, ocupando el cuarto lugar en la prueba individual.

## Palmarés internacional
| Campeonato Mundial                    | Campeonato Mundial    | Campeonato Mundial | Campeonato Mundial |
| Año                                   | Lugar                 | Medalla            | Prueba             |
| ------------------------------------- | --------------------- | ------------------ | ------------------ |
| 2013                                  | Londres (Reino Unido) | Medalla de oro     | Individual         |
| Campeonato Mundial por Relevos Mixtos |                       |                    |                    |
| Año                                   | Lugar                 | Medalla            | Prueba             |
| 2012                                  | Estocolmo (Suecia)    | Medalla de oro     | Relevo mixto       |
| 2015                                  | Hamburgo (Alemania)   | Medalla de bronce  | Relevo mixto       |
| Campeonato Europeo                    |                       |                    |                    |
| Año                                   | Lugar                 | Medalla            | Prueba             |
| 2022                                  | Múnich (Alemania)     | Medalla de oro     | Individual         |